# N 4 (sommergibile)
L’N 4 è stato un sommergibile della Regia Marina.

## Storia
Entrò in servizio solo diversi mesi dopo la fine della prima guerra mondiale e fu assegnato alla «Squadriglia Sommergibili N» di La Spezia.
Il 12 settembre 1923, durante la crisi di Corfù, fu inviato nelle acque della zona, dove effettuò, al comando del capitano di corvetta Armando Fumagalli, due missioni, una al largo di Santi Quaranta e la seconda a meridione di Corfù: obiettivo era respingere un eventuale contrattacco di navi greche, ma non ce ne fu bisogno.
Dal 1923 al 1935 svolse crociere di addestramento nel Tirreno e prese parte a tutte le esercitazioni effettuate nel periodo.
Ebbe anche temporanee dislocazioni a La Maddalena.
Disarmato nel gennaio 1935, fu radiato sette mesi dopo e quindi demolito.